# .es
.es je vrhovna internetska domena (country code top-level domain - ccTLD) za Španjolsku. Domenom upravlja Mrežni informacijski centar Španjolske.

## Vanjske poveznice
- IANA .es whois informacija  Arhivirana inačica izvorne stranice od 11. listopada 2007. (Wayback Machine)